# Paradolmen d'en Garcia
Le paradolmen d'en Garcia est un mégalithe datant du Néolithique ou du Chalcolithique situé près de la commune de Tossa de Mar, dans la province de Gérone en Catalogne.

## Situation
Le paradolmen d'en Garcia est situé à quelques kilomètres au nord de Tossa de Mar, dans le Massif de l'Ardenya (en), entre les routes GI-681 et GIP-6821.

## Description
L'édifice est daté de 2 500 à 1 800 av. J.-C.. Il a été construit en réutilisant des blocs erratiques. Il est composé d'une chambre sépulcrale mesurant 2,20 m de longueur sur 1 m de largeur, pour une hauteur maximale de 0,90 m ; la table de couverture mesure 2,60 m par 2,40 m pour 0,70 m d'épaisseur.
L'entrée, orientée plein sud, est précédée d'un couloir court.

## Histoire
Le paradolmen d'en Garcia est découvert en 1974 par Agustí García et fouillé en 1979.